# الن جانسون
الن جانسون (به انگلیسی: Ellen Johnson) یک فعال حقوق بی‌خدایان و جدایی دین از سیاست در ایالات متحده است. او از سال ۱۹۹۵ تا ۲۰۰۸ ریاست خداناباوران آمریکایی را عهده‌دار بوده است.